# Jeremy Wariner
Jeremy Matthew Wariner (* 31. ledna 1984 Irving, Texas) je bývalý americký atlet, specializující se na běh na 400 metrů. Byl rovněž častým účastníkem štafety na 4 × 400 m. Jeho osobní rekord z mistrovství světa v srpnu 2007 – 43,45 s – je pátý nejlepší výkon historie. Je jediným atletem bílé pleti, který v běhu na 400 metrů překonal hranici 44 sekund.
Dosud získal dva olympijské tituly z Letních olympijských her 2004 v Athénách a jedno zlato a jedno stříbro z Letních olympijských her 2008 v Pekingu a čtyři tituly z mistrovství světa v letech 2005 a 2007. Vždy zvítězil jak v individuálním běhu na 400 metrů, tak i ve štafetě.
V roce 2008 byl třikrát poražen krajanem LaShawn Merrittem, včetně Letních olympijských her 2008 v Pegingu a prvního podniku zlaté ligy v Berlíně, kvůli čemuž nezískal podíl na 1 milionu dolarů. V sezóně 2010 vyhrál premiérový ročník Diamantové ligy.
V sezóně 2011 byl jeho nejlepší výkon 44,88 s, který byl daleko za očekáváním. Navíc se zranil a chyběl tak na MS 2011 v Tegu.
V roce 2013 na americkém národním šampionátu, který zároveň slouží jako kvalifikace pro mistrovství světa, vyhořel. Zaběhl čas 48,08s a byl to nejpomalejší čas mezi všemi účastníky. Na mistrovství světa do Moskvy tak neodletěl.

## Osobní rekordy
| Disciplína   | Výkon     | Datum           | Místo                                |
| ------------ | --------- | --------------- | ------------------------------------ |
| 200 m        | 20,19 s   | 21. květen 2006 | Carson, Spojené státy americké       |
| 400 m        | 43,45 s   | 31. srpen 2007  | Ósaka, Japonsko                      |
| 400 m (hala) | 45,39 s   | 13. březen 2004 | Fayetteville, Spojené státy americké |
| 4 × 400 m    | 2:55,39 s | 23. srpen 2008  | Peking, Čínská lidová republika      |